# Katharine Kanak
Katharine M. Kanak és una científica atmosfèrica dels Estats Units amb publicacions destacades sobre la dinàmica i les morfologies dels vòrtexs atmosfèrics, inclosos els tornados, els ciclons tropicals, els mesociclons, les muntanyes, els diables de pols, tant la Terra com del planeta Mart.
Al 1987, Kanak va obtenir un batxillerat en ciències per la Universitat d'Oklahoma (OU), amb especialització en meteorologia i de manera minoritària en matemàtiques. I un màster per la Universitat de Wisconsin-Madison en meteorologia, defensat el 1990 amb la tesi Three-Dimensional, Non-Hydrostatic Numerical Simulation of a Developing Tropical Cyclone (Simulació numèrica tridimensional, no hidroestàtica, dels ciclons tropicals en desenvolupament). Va retornar a l'OU per obtenir el seu doctorat el 1999 amb la dissertació On the Formation of Vertical Vortices in the Atmosphere (Sobre la formació de vòrtexs verticals a l'atmosfera).
Kanak es va interessar en estructures turbulentes en la capa límit atmosfèrica i turbulència del fluix en general i, a més a més, va treballar en tornadogènesis i física dels núvols. Ha desenvolupat models numèrics tridimensionals, per a la Terra i Mart, i col·laborat en] la investigació de camp. Kanak va ser coordinadora auxiliar de camp per al Projecte VORTEX entre 1994 i 1995; i, participant en STEPS el 2000, i en VORTEX2 entre 2009 i 2010.